# Luiz Ceará
Luiz Roberto Serrano Ceará, conhecido como Luiz Ceará (Campinas, 23 de julho de 1950), é um jornalista esportivo brasileiro.
Ele é jornalista esportivo há mais de 45 anos e costuma dizer a respeito de sua carreira: "quantos, além de mim, possuem tão extenso currículo?". Ceará já passou pelas redes de televisão SBT, Globo, RedeTV!, Band, Manchete, Record e Século 21, além de três emissoras de rádio.
Ao longo de sua carreira, o repórter cobriu quatro Copas do Mundo: 1990, 1994, 1998 e 2010, três olimpíadas: Seul, Barcelona e Atlanta, e outros tantos campeonato de inúmeros esportes.
Ceará se orgulha de ter uma música sua gravada por Elza Soares, "Solidão" para o disco de 1973. Ao conhecer Garrincha, nasceu a vocação de jornalista esportivo. Luiz Ceará fez parte da banda Brejo.

## Carreira
Nascido na Vila Industrial, em Campinas, estudou no tradicional colégio Culto à Ciência.
Se formou em jornalismo na PUC-Campinas e, em pouco tempo, já escrevia sobre música para o jornal Diário do Povo. Assim que colou grau foi trabalhar na Rádio Cultura e, posteriormente, na TV Campinas, empresa afiliada à Rede Globo em sua cidade natal. Em 1980, seguiu para a matriz da emissora carioca, onde permaneceria por cerca de quatro anos.
Um ano depois acertou sua ida para a TV Bandeirantes, onde ganhava destaque nas coberturas jornalísticas.
Em 1990, foi contratado pelo SBT, onde cobriu 3 Copas do Mundo e 2 Olímpiadas. Também esteve na decisão da Copa do Brasil de 1995, entre Corinthians e Grêmio, ao lado de Luiz Alfredo, Juarez Soares e Antônio Petrin, que foi recordista de audiência na emissora, chegando a quase 60 pontos do Ibope, atuando depois como repórter nos jogos transmitidos pelo canal. Também na emissora, fez parte da equipe do programa jornalístico Aqui Agora nos anos 1990. Retornou ao SBT em 2008, pra particpar da segunda versão do jornalístico, mas com o fim deste, saiu da emissora.
Depois de dez anos empunhando o microfone do SBT, Ceará retornou para a Band, tendo uma breve passagem pela TV Século 21.
Em 2004, estreou como âncora, no programa Esporte Total.
Entre agosto de 2011 e maio de 2014 teve um blog sobre futebol no portal UOL.
Até 2012, trabalhou na Rede Bandeirantes, onde também trabalhou nos anos 1980. Em novembro do mesmo ano, foi contratado pela RedeTV!, onde, a partir em abril de 2013, atuou como comentarista do programa Bola Dividida. Ceará ficou na RedeTV! até novembro de 2019, quando foi dispensado pela emissora. Atualmente, dirige a Bloco C Filmes, uma empresa produtora de vídeo.
Em 2020, foi premiado com o Troféu Ely Coimbra, pelo Prêmio ACEESP.